# Palác kultury Energetik
Palác kultury „Energetik“ (ukrajinsky Дворец культуры "Энергетик" nebo jen  ДК "Энергетик") je stavba, která se nachází na Leninově náměstí v centru města Pripjať na území Uzavřené zóny Černobylské jaderné elektrárny. Byl opuštěn v důsledku černobylské havárie v roce 1986. Do vypuknutí války na Ukrajině byl jedním z nejnavštěvovanějších míst Pripjatě (v rámci exkurzí do Černobylu).
Energetik byl postaven v 70. letech 20. století pro občany města Pripjať. Palác byl vybudován ve stylu, který byl pro SSSR tehdy typický. Zahrnoval komplex budov v centru města. K budově patřil hotel, lékárna, obchodní dům, obchod s potravinami, tělocvična, restaurace a samotný palác kultury (s kinem, divadlem, taneční a zasedací síní).
Přímo v paláci byl velký počet kroužků, konala se zde představení, koncerty, vystupovaly zde kapely a ve večerních hodinách se v něm konala diskotéka s názvem Edison-2 (Эдисон-2). Energetik byl také sídlem místní rozhlasové stanice. V té době byl vybaven dostatečně výkonným a moderním zařízením. V paláci sídlila literární komunita Prometheus (Прометей).
Stejně jako většina budov z té doby, byl Energetik z bílého mramoru, který v některých místech na budově přežil až do současnosti. Uvnitř je stále možné vidět krásně zdobené nástěnné malby. Ukrajinská spisovatelka Ljubov Sirota v Paláci kultury na krátkou dobu pracovala.

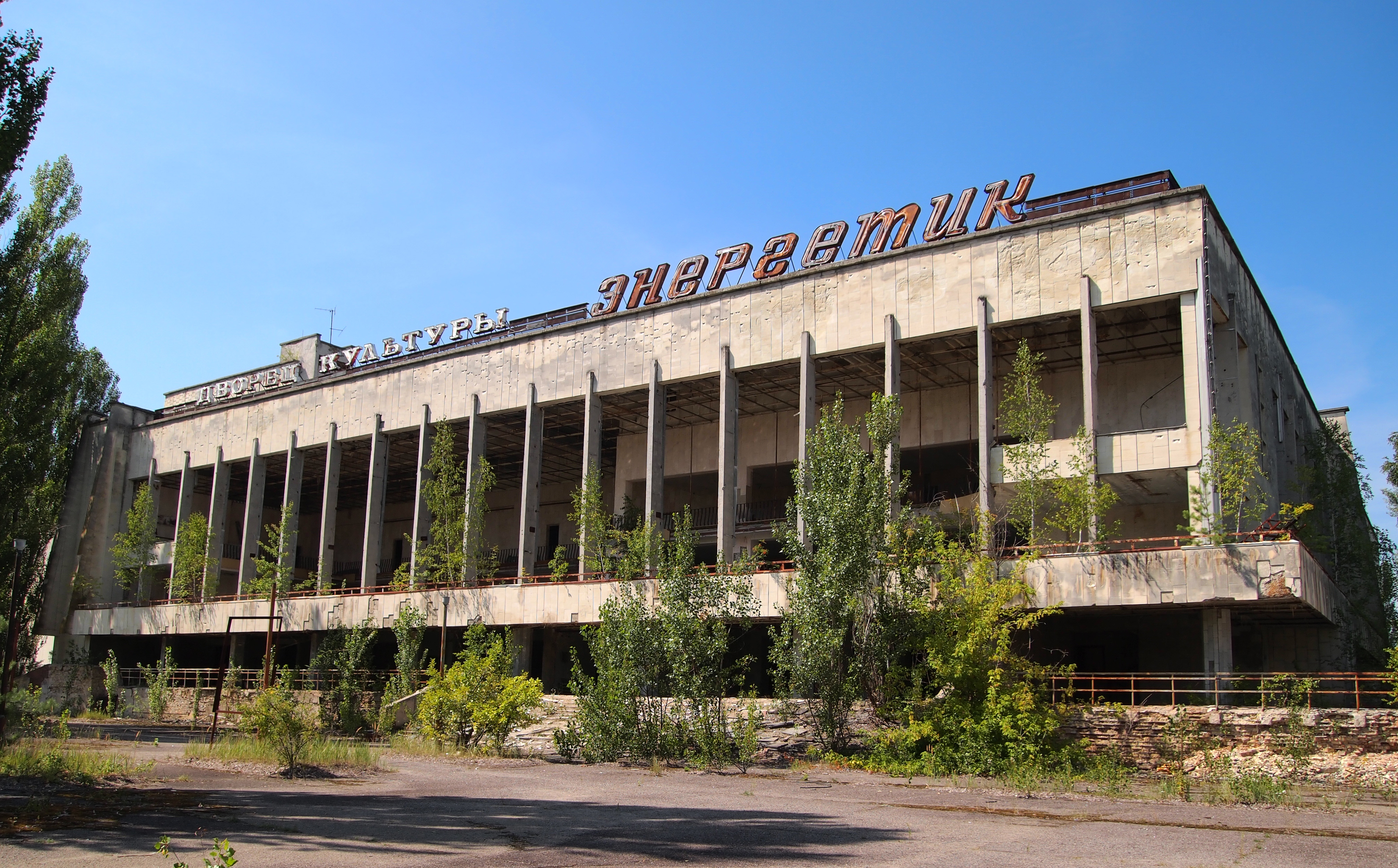
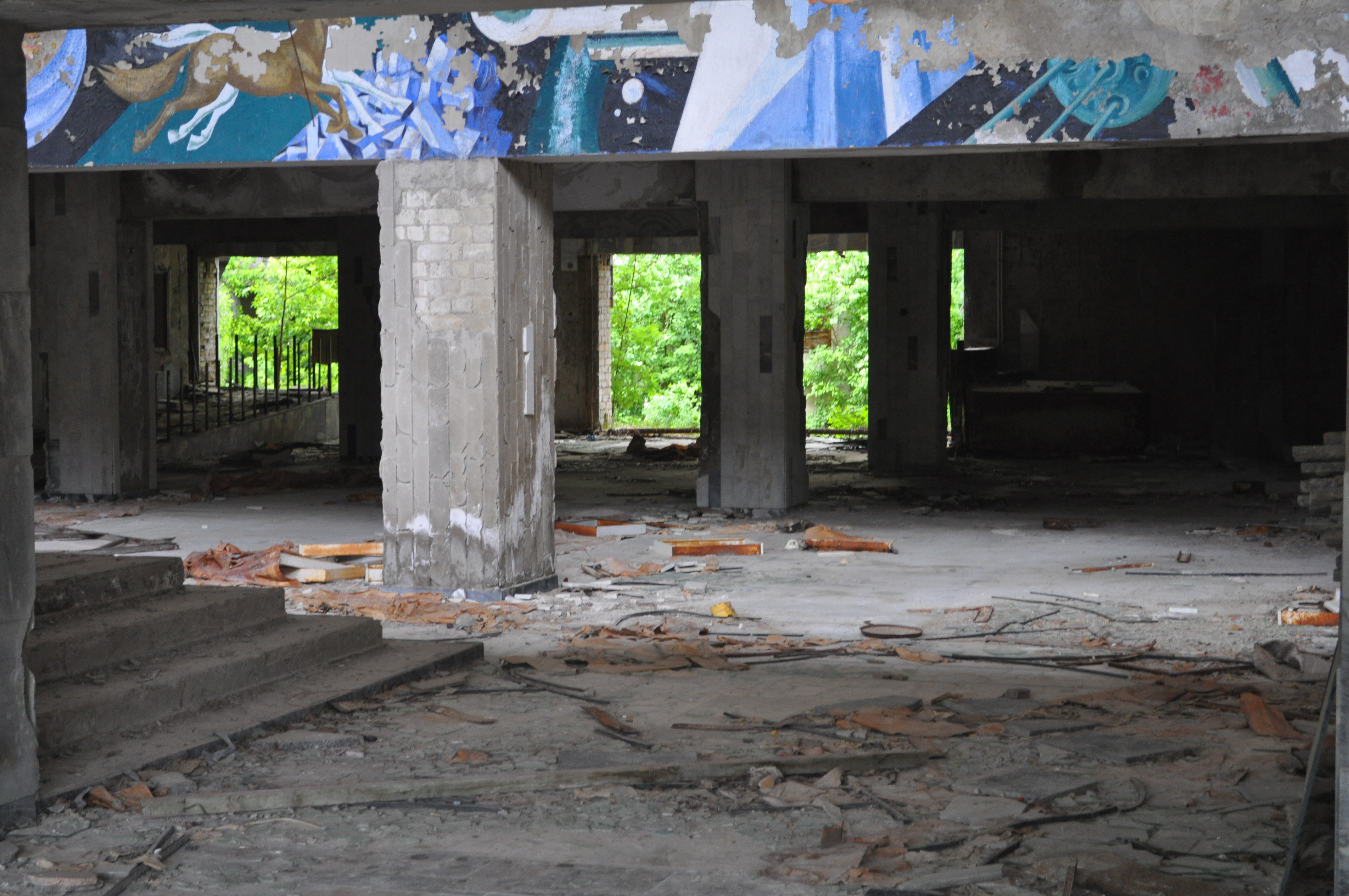
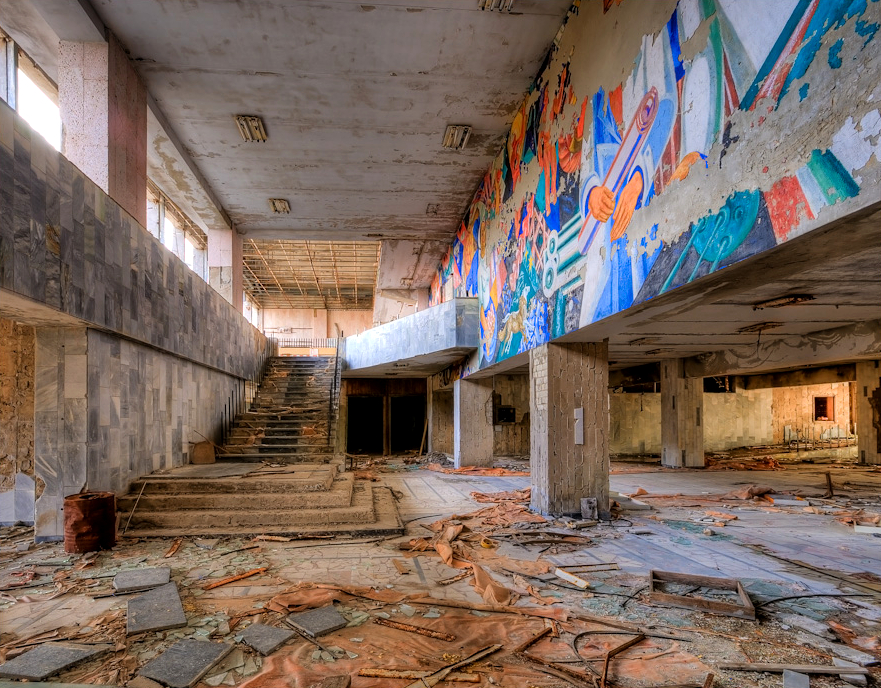
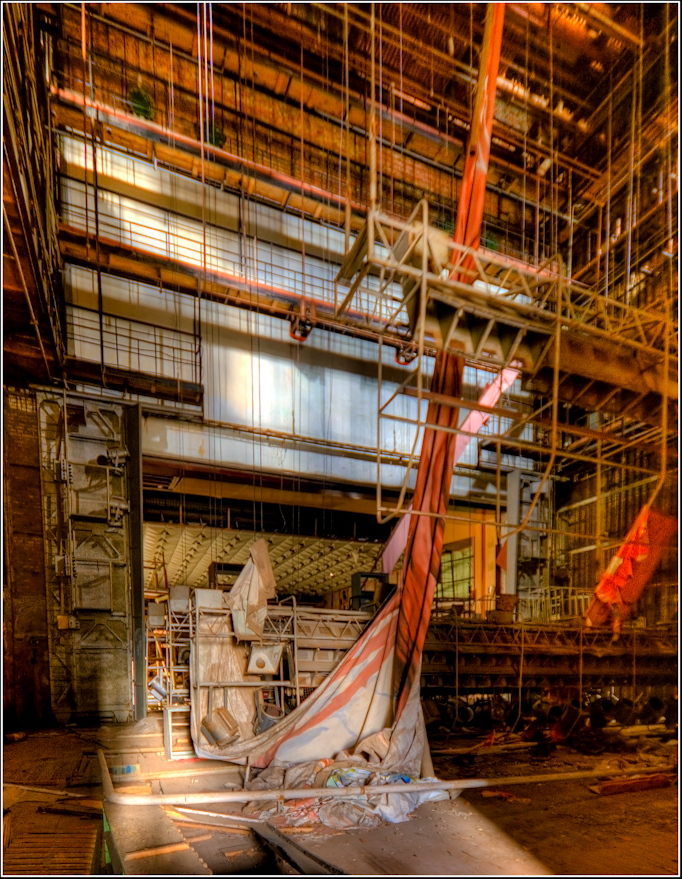